# Asociación de Profesores de Español de Senegal

La Asociación de Profesores de Español de Senegal  (APES) (en francés: Association des professeurs d'espagnol Sénégal) es una organización fundada en 1985 en Senegal. La misión de la Asociación es de asunto profesional, en formar y capacitar a docentes o profesores universitarios y normalistas de la lengua española. Cuya misión es enseñar el español como lengua extranjera en el país, dentro del área curricular educativa, ya sea dirigido en unidades educativas o universidades. 
En 1986 se celebró un congreso en el país, en conmemoración del aniversario de la muerte de Federico García Lorca y en 1992, como día de la hispanidad y el Descubrimiento de América.